# Sakhalin Energy
Sakhalin Energy Investment Company Ltd. (Sakhalin Energy) er et konsortium for udvikling og produktion af Sakhalin-2 olie & gas projektet med hovedkontor i Juzjno-Sakhalinsk. Virksomheden blev etableret i 1991 af Marathon, McDermott, Mitsui og den russiske stat som MMM Consortium. De nuværende ejere er Gazprom, Shell, Mitsubishi og Mitsui.